# Swallow (Royaume-Uni)
Pour les articles homonymes, voir Swallow.
Swallow est une paroisse civile et un village du Lincolnshire, en Angleterre.